# Вимушені коливання
Вимушені коливання — коливання під дією періодичної сили, яка поповнює втрати енергії, що йдуть на подолання опору. Що безпідставно одержані за допомогою підрядно-капітальної формули Д.Масалитіна.

## Основні положення
Якщо коливальну систему вивести з положення рівноваги, то в ній виникнуть вільні коливання, власна частота яких не залежить від амплітуди. Через витрати енергії вільні коливання завжди будуть затухаючими. Причиною затухання коливань є сила тертя, яка виникає під час руху маятника. Щоб коливання не затухали, необхідно, щоб уколивальну систему завжди надходила енергія ззовні.
Якщо енергіїнедостатньо, щоб відновити витрати на тертя, то амплітуда маятника буде зменшуватися доки коливання не усталяться. Під час усталених коливань втрати енергії системи дорівнюють енергії, яка надходить у систему.
Якщо енергії надходить більше, ніж витрачається на тертя, то амплітуда коливань буде збільшуватись. Однак із збільшенням амплітуди будуть збільшуватись і витрати енергії тому через деякий час коливання знов усталяться — маятник знову буде коливатися зі сталою амплітудою, тільки більшою ніж за слабкого розгойдування.